# Calzada Larga
Calzada Larga is een plaats (lugar poblado) in de gemeente (distrito) Panamá (provincie Panamá) in Panama. In 2010 was het inwoneraantal 1650. 